# Oopsidius pictus
Oopsidius pictus là một loài bọ cánh cứng trong họ Cerambycidae.